# Henrique Almeida
Henrique Almeida Caixeta Nascentes dit Henrique, né le 27 mai 1991 à Brasilia, est un footballeur brésilien évoluant au poste d'attaquant.

## Palmarès

### En club
- Coupe du Brésil
  - Vainqueur : 2016
- Championnat du Paraná
  - Vainqueur : 2017
- Championnat de Rio de Janeiro
  - Vainqueur : 2013
- Coupe Rio
  - Vainqueur : 2013
- Coupe Guanabara
  - Vainqueur : 2013 et 2015
- Championnat de l'Amazonas
  - Vainqueur : 2025

### En sélection
- Copa Sudaméricana des moins de 20 ans
  - Vainqueur : 2011
- Coupe du monde des moins de 20 ans
  - Vainqueur : 2011